# Зандов, Ойген
Ойген Зандов (нем. Eugen Sandow; 11 сентября 1856, Берлин — 9 июля 1938, Швайцермюле, ныне в составе коммуны Розенталь-Билаталь) — немецкий виолончелист.
Родился в семье музыканта, с девятилетнего возраста концертировал в ансамбле с тремя старшими сёстрами и братьями. Учился у берлинского королевского камермузыканта Адольфа Роне, затем с 1870 г. в Берлинской высшей школе музыки, в первую очередь у Вильгельма Мюллера. В 1879—1908 гг. королевский камермузыкант, играл также в оркестре Королевской оперы, а позднее — в струнном квартете Густава Холлендера. 14 февраля 1894 г. исполнил сонату для виолончели и фортепиано Макса Регера вместе с автором (второе исполнение после премьеры). В 1895 г. женился на певице Аделине Гермс (нем. Adelina Herms; 1862—?), в дальнейшем много выступал вместе с ней.
С 1887 г. преподавал в Консерватории Клиндворта, в 1894—1895 гг. в музыкальной школе Георга Либлинга в Нью-Йорке, с 1901 г. в берлинской Консерватории Штерна.